# Alesso

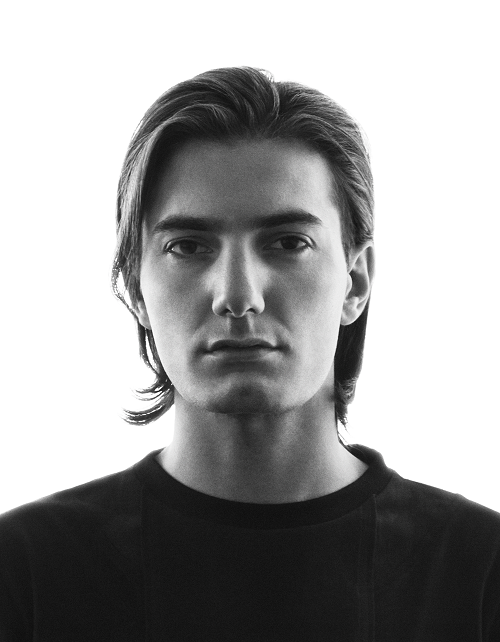
Alesso 2014.

Alesso, artiestennaam van Alessandro Lindblad (Stockholm, 7 juli 1991), is een Zweedse dj, remixer en muziekproducent.
Alesso brak door met de remix die hij maakte voor Pressure, een single van Nadia Ali. In 2014 scoorde hij in samenwerking met de Zweedse zangeres Tove Lo een internationale top 10-hit met het nummer Heroes (We could be). In de DJ Magazine top 100 stond hij van 2012 tot en met 2016 vijf jaar op rij in de top 20. Op 24 maart 2012 was hij te horen op BBC Radio 1 voor een wereldberoemde Essential Mix.
In 2015 bracht Alesso zijn eerste album uit, Forever.

## Discografie

### Albums
| Album met eventuele hitnotering(en) in de Nederlandse Album Top 100 | Datum van verschijnen | Datum van binnenkomst | Hoogste positie | Aantal weken | Opmerkingen |
| ------------------------------------------------------------------- | --------------------- | --------------------- | --------------- | ------------ | ----------- |
| Forever                                                             | 25-05-2015            | 30-05-2015            | 54              | 1            |             |

| Album met hitnotering(en) in de Vlaamse Ultratop 200 albums | Datum van verschijnen | Datum van binnenkomst | Hoogste positie | Aantal weken | Opmerkingen |
| ----------------------------------------------------------- | --------------------- | --------------------- | --------------- | ------------ | ----------- |
| Forever                                                     | 25-05-2015            | 06-06-2015            | 43              | 3            |             |

### Singles
| Single met eventuele hitnotering(en) in de Nederlandse Top 40 | Datum van verschijnen | Datum van binnenkomst | Hoogste positie | Aantal weken | Opmerkingen                                                                     |
| ------------------------------------------------------------- | --------------------- | --------------------- | --------------- | ------------ | ------------------------------------------------------------------------------- |
| Calling                                                       | 12-03-2012            | 17-03-2012            | 38              | 2            | met Sebastian Ingrosso / Nr. 58 in de Single Top 100                            |
| Years                                                         | 2012                  | 29-09-2012            | tip1            | -            | met Matthew Koma / Nr. 86 in de Single Top 100                                  |
| If I lose myself (Alesso remix)                               | 2013                  | 04-05-2013            | tip18           | -            | met OneRepublic / Nr. 89 in de Single Top 100                                   |
| Under control                                                 | 2013                  | 02-11-2013            | tip2            | -            | met Calvin Harris & Hurts / Nr. 59 in de Single Top 100                         |
| Heroes (We could be)                                          | 2014                  | 04-10-2014            | 10              | 20           | met Tove Lo / Nr. 18 in de Single Top 100                                       |
| Cool                                                          | 2015                  | 28-02-2015            | tip5            | -            | met Roy English                                                                 |
| Let me go                                                     | 2017                  | 04-11-2017            | tip4            | -            | met Hailee Steinfeld, Florida Georgia Line & Watt / Nr. 33 in de Single Top 100 |
| Remedy                                                        | 2018                  | 02-11-2018            | 35              | 3            | Nr. 31 in de Single Top 100                                                     |
| Midnight                                                      | 2020                  | 11-04-2020            | tip10           | -            | met Liam Payne                                                                  |
| Leave a little love                                           | 2021                  | 24-04-2021            | 25              | 8            | met Armin van Buuren                                                            |
| Chasing stars                                                 | 2021                  | 21-08-2021            | tip12           | -            | met Marshmello & James Bay                                                      |
| When I'm Gone                                                 | 2021                  | 01-01-2022            | 11              | 16           | met Katy Perry                                                                  |
| Words                                                         | 2022                  | 17-06-2022            | 2               | 27           | met Zara Larsson                                                                |
| I Like It                                                     | 2024                  | 12-07-2024            | 11              | 19*          | met Nate Smith                                                                  |

| Single met hitnotering(en) in de Vlaamse Ultratop 50 | Datum van verschijnen | Datum van binnenkomst | Hoogste positie | Aantal weken | Opmerkingen                                       |
| ---------------------------------------------------- | --------------------- | --------------------- | --------------- | ------------ | ------------------------------------------------- |
| Calling                                              | 2012                  | 24-03-2012            | tip52           | -            | met Sebastian Ingrosso                            |
| Years                                                | 2012                  | 13-10-2012            | tip33           | -            | met Matthew Koma                                  |
| City of dreams                                       | 2013                  | 31-08-2013            | tip36           | -            | met Dirty South & Ruben Haze                      |
| Under control                                        | 2013                  | 21-12-2013            | 42              | 5            | met Calvin Harris & Hurts                         |
| Heroes (We could be)                                 | 2014                  | 24-01-2015            | 28              | 6            | met Tove Lo                                       |
| Cool                                                 | 2015                  | 07-03-2015            | tip19           | -            | met Roy English                                   |
| Sweet escape                                         | 2015                  | 25-07-2015            | tip27           | -            | met Sirena                                        |
| I wanna know                                         | 2016                  | 16-04-2016            | tip             | -            | met Nico & Vinz                                   |
| Take my breath away                                  | 2016                  | 05-11-2016            | tip             | -            |                                                   |
| Falling                                              | 2017                  | 18-02-2017            | tip             | -            |                                                   |
| Let me go                                            | 2017                  | 30-09-2017            | tip4            | -            | met Hailee Steinfeld, Florida Georgia Line & Watt |
| Is that for me                                       | 2017                  | 28-10-2017            | tip             | -            | met Anitta                                        |
| Remedy                                               | 2018                  | 15-09-2018            | tip6            | -            |                                                   |
| When I'm Gone                                        | 2022                  | 07-02-2022            | 46              | 1            | met Katy Perry                                    |
| Words                                                | 2022                  | 17-06-2022            | 11              | 29           | met Zara Larsson                                  |
| I Like It                                            | 2024                  | 04-08-2024            | 24              | 17*          | met Nate Smith                                    |

### Remixes
- Tristan Garner & Gregori Klosman - Fuckin down (Alesso Remix) (2010)
- Tim Berg - Alcoholic (Alesso Taking It Back Remix) (2010)
- Deniz Koyu feat. Shena - Time of our lives (Alesso Remix) (2010)
- Alesso - Loose it (Anthem Mix (2010))
- Therese - Drop it like it's hot (Alesso Remix) (2011)
- Niko Bellotto & Erik Holmberg feat. JB - Running up that hill (Alesso Remix) (2011)
- Dúné - Heiress of Valentina (Alesso Exclusive Mix) (2011)
- Alex Kenji, Starkillers, Nadia Ali - Pressure (Alesso Remix) (2011)
- Swedish House Mafia feat. John Martin - Save the World (Alesso Remix) (2011)
- LMFAO - Party rock anthem (Alesso Remix)(2011)
- DEVolution feat. Amy Pearson - Good love (Alesso Remix) (2011)
- Jasper Forks - River flows in you (Alesso Remix) (2011)
- David Guetta feat. Sia - Titanium (Alesso Remix) (2011)
- Arty - When I see you (Alesso Remix) (2012)
- Keane - Silenced by the night (Alesso Remix) (2012)
- One Republic - If I lose myself (Alesso Remix) (2013)
- Maroon 5 - This summer (Maroon 5 vs. Alesso) (2015)
- Alesso - I wanna know (Alesso & Deniz Koyu Remix) (2016)
- Jolin Tsai - Play (Alesso Remix) (2016)
- The Chainsmokers & Coldplay - Something just like this (Alesso Remix) (2017)
- J Balvin & Willy William - Mi gente (Alesso Remix) (2017)
- Alesso - Time (Alesso & Deniz Koyu Remix) (2019)

- Bibliothèque nationale de France: cb16673999k (data)
- Gemeinsame Normdatei: 1071847279
- International Standard Name Identifier: 0000 0004 0168 4045
- Library of Congress Control Number: no2013018094
- MusicBrainz: addb00fd-733c-4223-8fdf-f78be2488acd
- Virtual International Authority File: 296351242
- WorldCat: E39PBJdmktrxGkTyV4DJRpcXVC